# Przezroczyste proxy
Przezroczyste proxy – rodzaj zapory sieciowej pośredniczącej.
Pakiety z sieci prywatnej nigdy nie wychodzą do Internetu i vice versa. Adresy IP w sieci prywatnej powinny być z klas zarezerwowanych zgodnie z RFC 1918 ↓. Jedyną drogą połączenia się z Internetem jest wywołanie zapory sieciowej, ponieważ jest ona jedyną maszyną mogącą łączyć się równocześnie z obiema sieciami. Uruchamia się na nim program zwany „przezroczystym proxy”, który tego dokonuje. System operacyjny zamiast dokonywać trasowania pakietów do Internetu, na zaporze sieciowej musi być uruchomiony osobny program pośredniczący w świadczeniu takiej usługi.
Przezroczyste proxy jest bardziej wygodne dla użytkowników i dla administratora. Klient nie musi wiedzieć o użyciu oprogramowania typu proxy i nie musi być specjalnie konfigurowany. Na przykład zapora sieciowa jest skonfigurowana do przekierowywania (np. za pomocą polecenia ipchains) wszystkich połączeń do portu 80 na port 8080, na którym pracuje przezroczyste proxy. Przy próbie pobrania dowolnej strony internetowej transmisja przekierowywana jest na port 8080, a następnie wszystko odbywa się tak, jak w poprzednim przykładzie.
Serwer proxy (cache proxy) może ponadto zapisywać ruch na swoich dyskach. Ponowne zażądanie przesłanej wcześniej treści (np strona WWW) nie musi być pobrane ponownie z Internetu tylko udostępnione z lokalnej kopii, co znacząco przyspiesza użytkowanie Internetu i zmniejsza ruch na łączu do operatora ISP.